# Kuruc
Kuruc (ungarsk kurucok, slovakisk kuruci) var betegnelsen for de væbnede anti-Habsburgske oprørere i kongeriget Ungarn mellem 1671 og 1711.
Kuruc hæren bestod hovedsageligt af livegne, blandt andet ungarske protestantiske bønder, mange slovakker. De ledende adelige var fortrinsvis ungarere.

## Den første kurucopstand
Den første kurucopstand fandt sted i 1672. Kuruchæren samledes i Partium, i det nordlige Transylvanien, hvor mange flygtninge af forskellig oprindelse søgte ly for den religiøse og politiske forfølgelse i kongeriget Ungarn. De kaldte sig selv bújdosók (dansk: ~ flygtninge). Deres våben var i hovedsagen pistoler, lette sabler og fokos. Deres taktik og stil af krig var typiske for let kavaleri. De vigtigste undergrupper var protestanter, der modsatte sig habsburgernes overgreb under modreformationen, lavadelen, der forsøgte at holde fast i sine privilegier, mens habsburgerne gjorde forsøg på at fratage dem deres status og soldater fra végvárs (dansk: ~ grænsebefæstninger), som blev fyret af habsburgske generaler. Senere, da tyrkerne tabte terræn til de kejserlige hære, intensiveredes det habsburgske despoti og undertrykkelsen af ungarerne, spillede en stadig større rolle i mobiliseringen til kurucopstanden.
I begyndelsen af opstanden invaderede kuruchæren Øvre Ungarn i august 1672, hvor de erobrede slottene Diosgyor, Ónod, Szendrő og Tokaj. Efter sejren over den habsburgske hær nær Košice overgav byerne i Øvre Ungarn sig og mange fra den slovakiske og ruthenske befolkning i de nordlige amter sluttede sig til kuruchæren.

## Kurucopstanden 1678
I 1678 erklærede Imre Thököly, en af de mest indflydelsesrige adelsmand i Øvre Ungarn og Transsylvanien, krig mod habsburgerne. I august 1678 besatte Imre Thökölys hær næsten hele Nedre og Øvre Ungarn. Det habsburgske styre i kongeriget Ungarn kollapsede hurtigt. De flygtende sluttede sig til Thökölyopstanden, og  valgte ham officielt som deres leder i Szoboszló i Hajdú-Biharprovinsen i januar 1680 hvorefter kuructropperne blev optaget i Thökölys hær.
Fra dette tidspunkt og fremefter er kurucs historie synonyme med historien om de to store anti-habsburgske opstande i kongeriget Ungarn mellem 1680 og 1711, dvs Thökölyopstanden og Rákócziopstanden. Selvom disse bevægelser generelt kaldes kuruckrigene, havde disse anti-habsburgske opstande en meget bredere social base og mere komplekse politiske mål end de oprindelige kuruc bevægelser.